# Além da Ribeira e Pedreira
Além da Ribeira e Pedreira (oficialmente: União das Freguesias de Além da Ribeira e Pedreira) é uma freguesia portuguesa do município de Tomar, com 24,5 km² de área e 1080 habitantes (censo de 2021). A sua densidade populacional é 44,1 hab./km².

## História
Foi criada aquando da reorganização administrativa de 2012/2013, resultando da agregação das antigas freguesias de Além da Ribeira e Pedreira.

## Demografia
A população registada nos censos foi:
| Distribuição da População por Grupos Etários | Distribuição da População por Grupos Etários | Distribuição da População por Grupos Etários | Distribuição da População por Grupos Etários | Distribuição da População por Grupos Etários | Distribuição da População por Grupos Etários |
| -------------------------------------------- | -------------------------------------------- | -------------------------------------------- | -------------------------------------------- | -------------------------------------------- | -------------------------------------------- |
| Antes da agregação                           |                                              |                                              |                                              |                                              |                                              |
| Ano                                          | 0-14 anos                                    | 15-24 anos                                   | 25-64 anos                                   | >= 65 anos                                   | Total                                        |
| 2001                                         | 166                                          | 189                                          | 700                                          | 393                                          | 1448                                         |
| 2011                                         | 153                                          | 117                                          | 629                                          | 414                                          | 1313                                         |
| Após a agregação                             |                                              |                                              |                                              |                                              |                                              |
| Ano                                          | 0-14 anos                                    | 15-24 anos                                   | 25-64 anos                                   | >= 65 anos                                   | Total                                        |
| 2021                                         | 87                                           | 102                                          | 474                                          | 417                                          | 1080                                         |